# Hermann Hreiðarsson
Hermann Hreiðarsson (Reykjavík, 11 de julho de 1974) é um ex-futebolista e treinador de futebol islandês que atuava como lateral-esquerdo ou zagueiro. Atualmente comanda o ÍBV.

## Carreira
Estreou no ÍBV em 1993. Em 1997 foi para a Inglaterra, onde atuou por 7 clubes até 2012 (Crystal Palace, Brentford, Wimbledon, Ipswich Town, Charlton Athletic, Portsmouth, Coventry City).
Em setembro do mesmo ano, regressou ao ÍBV, onde acumulou também a função de técnico. Aposentou-se dos gramados vestindo a camisa do Fylkir, em 2014, seguindo no clube no ano seguinte para iniciar a carreira como treinador em tempo integral, chegando também a comandar o time feminino entre 2017 e 2018. Neste último ano, foi contratado para ser auxiliar-técnico do Kerala Blasters, em sua única experiência fora do futebol europeu.
Exerceria a mesma função no Southend United, da terceira divisão inglesa, regressando à Islândia para comandar o Þróttur Vogum, da segunda divisão local. Foi também auxiliar na seleção Sub-21 da Islândia, assumindo novamente o comando técnico do ÍBV pouco depois.
Pela Seleção Islandesa, representou a seleção sub-21 em 1995 e defendeu a equipe principal em 89 jogos, marcando 5 gols.

## Títulos
ÍBV
- Úrvalsdeild: 1997

Brentford
- Football League Third Division: 1998–99

Portsmouth
- Copa da Inglaterra: 2007–08[8]

### Individuais
- Futebolista islandês do ano: 1997, 2000, 2007
- PFA Team of the Year: 1998–99 (Third Division)[9]
- Incluído no Hall da Fama do Ipswich Town em 2019[10]